# Miloslav Klinger
Miloslav Klinger (10. ledna 1922 Hrubá Horka - 5. červenec 1999 Železný Brod) byl český sklářský výtvarník, designér, grafik a pedagog.

## Život
V letech 1936-1940 vystudoval Střední odbornou školu sklářskou v Železném Brodě pod vedením prof. Jaroslava Brychty a mistra Jana Stuchlíka. Po dvouleté praxi ve sklárně Josefa Kleinerta v pokračoval od roku 1942 studiem na Vysoké škole uměleckoprůmyslové v Praze v ateliéru Karla Štipla. V roce 1944 studium přerušil a začal vytvářet plastiky z olovantého hutního skla, opět v Kleinertově firmě. Studia ukončil teprve roku 1948. 
Vrátil se do Železného Brodu jako návrhář skleněného nádobí a plastik, kde s přestávkami pracoval až do roku 1982. Na některých návrzích spolupracoval s Josefem Cvrčkem. Tři roky působil jako ředitel Střední uměleckoprůmyslové školy sklářské v Železném Brodě. Vracel se do Železného Brodu i poté, co přesídlil do Prahy. Od 80. let trpěl Parkinsonovou chorobou, která ho postupně vyřadila z tvorby.
Byl činný také jako výtvarný teoretik. Přednášel na VŠUP, kde byl v roce 1986 jmenován docentem

## Dílo
Patřil k výtvarníkům EXPO 58 a moderny 60. let. V tomto stylu navrhoval pro velkosériovou železnobrodskou produkci skleněné plastiky a nádobí jednoduchých geometrických tvarů z čirého nebo tónovaného olovnatého skla. 
K ceněným plastikám patřily Tanečnice a Pelikáni. Dále se podílel na realizaci skleněných dekorací v architektuře, například pro hotel Inter-Continental v Praze.